# Орфей (бриг, 1845)
«Орфе́й» — бриг Черноморского флота Российской империи.

## История службы
В 1847 и 1848 годах бриг «Орфей» находился в Архипелаге в распоряжении русского посланника в Греции. В 1849—1851 годах корабль с эскадрами находился в Чёрном море в практических плаваниях. В 1852 году бриг вновь отправился в Архипелаг в распоряжение русского посланника в Греции. Из-за начавшейся Крымской войны «Орфей» не смог вернуться в Россию и в 1853 году вместе с корветом «Ариадна» и бригом «Персей» был продан в Триесте греческому правительству. Стоимость покупки за три судна составила 125 тысяч флоринов, что соответствовало 63 тысячам рублей серебром.

## Командиры
Бриг «Орфей» в разное время ходил под командованием следующих капитанов:
1. 1847—1849 — И. А. Ендогуров.
2. 1850—1851 — Н. С. Стройников.
3. 1852—1853 — П. В. Воеводский.